# 신자유주의
신자유주의(新自由主義, 영어: neoliberalism, neo-liberalism)는 1970년대부터 부각하기 시작한 '자본의 세계화'(globalization of capital) 흐름에 기반한 경제적 자유주의 사상이다. 토머스 우드로 윌슨 미국 대통령이 1920년대 제창했던 새로운 자유(The New Freedom) 정책, 그리고 정치적, 문화적 자유에도 중점을 두었던 자유주의와는 다른 고전적 자유주의에 더 가까운 것이며, 사회적인 면에서는 보수자유주의적인 가치를 지향한다.
국가 권력의 개입증대라는 현대 복지국가의 경향에 대하여 경제적 자유방임주의 원리의 현대적 부활을 지향하는 사상적 경향이다. 고전적 자유주의가 국가개입의 전면적 철폐를 주장하는데 비해, 신자유주의는 강한 정부를 배후로 시장경쟁의 질서를 권력적으로 확정하는 방법을 취한다. 신자유주의는 1980년대의 영국 대처 정부에서 보는 것처럼 권력기구를 강화하여 치안과 시장 규율의 유지를 보장하는 '작고도 강한 정부'를 추구한다.
대한민국에서 신자유주의의 기원은 대체로 김영삼 정부의 후반기로 소급된다. 주로 작지만 강한 정부, 자유시장경제의 중시, 규제 완화, 자유무역협정(FTA)의 중시, 노동 시장의 유연화 등의 형태로 나타나고 있다.

## 국제 정치·외교적 측면
신자유주의는 기본적으로 국제체제를 무정부적으로 규정하며, 국가를 유일한 합리자로 간주한다. 국가의 보호에 있었던 국민들이 더 이상 국가의 보호 없이 세계 자본에 직접적으로 마주하는 것을 의미한다. 신자유주의 국가가 국민을 더 이상 보호하지 않는다는 것은 국가의 존재에 대해 부정적으로 바라보는 시각인 듯하다. 국가는 충분히 자국민들을 정치, 경제, 안보 등 다양한 부문에서 보호해야 할 의무가 있다. 실제로 신자유주의를 실현한다는 국가들의 경우를 보면 자유시장 자본주의와 국가 자본주의를 혼합하지만 자유시장 자본주의에 더 치우치고, 국가 정책 결정과정에서도 신자유주의가 더욱 두드러질 뿐 완전한 경쟁상태를 만들지 않고 있기 때문이다.

### 국제레짐에 대한 관점
국제사회의 무정부 상태는 국가행동에 큰 영향을 미친다고 본다. 그러나 현실주의와 달리 무정부 상태의 본질을 국가간 게임규칙을 감시하고 처벌하는 핵심체의 부재로 해석하고 있으며, 이것이 곧 상호간의 배신을 가능하게 만든다고 보고 있다. 또한 개별 국가들의 행동이 권력의 지배를 받는 것은 사실이지만 국제레짐과 같은 제도들을 통해 국가간 일부 제한적 협력은 가능할 것으로 보고 있다. 이처럼 국가간 일부 제한적 협력이 가능하도록 돕는 것을 국제제도로 간주하고 있다.
또한 개별 국가들은 상호주의 전략을 통해서 상대방을 감시하고 비협력적 태도에 대해서 처벌할 수 있다고 가정하는 점에서 국제관계에서 국가간 협력이 가능하다고 보았다. 여기서 국제제도는 국가간 협력의 어려움을 상당부분 해소할 수 있을 것으로 가정된다. 특히 이같은 제도를 통해 국제협력이 용이해질 것으로 보는 이유는 제도들이 행위자들이 직면하고 있는 수익구조를 바꿀 수 있으며, 다수 행위자들 사이의 게임과 소수 행위자들간 게임으로 분류할 수 있다고 보기 때문이다.
신자유주의는 경제적인 면에서 뿐만 아니라 정치적인 면에서도 새로운 고전적 자유주의이다. 고전적 자유주의는 오랫동안 서구 자본가들의 핵심적인 이데올로기였다. 고전적 자유주의는 세계를 자신의 이익만을 추구하는 수많은 이기적인 개인들로 이뤄졌다고 묘사하면서, 고전적 자유주의를 시장 자본주의와 다양한 친자본가적 정부로 봉건적이고 공동체적인 구조를 대체하기 위한 근거로 제시했다. 정치적 삶은 어느정도 공유된 이데올로기를 중심으로 조직된 직업적 정당이 통제하는 형식적 선거를 통해 이루어졌다. 다원주의라는 허울에 가리운채, 실재의 민주주의는 투표권을 보유한 사람들과 그들에게 로비할 수 있는 사람들에게로 한정됐다. 이러한 구조에도 불구하고 노동자와 농민은 주로 비선거적인 대중운동을 통하여 국가로부터 몇몇 양보를 얻어냈다. 1930년대 있었던 이러한 노력의 성공은 2차대전 이후 기간의 케인지언 복지국가를 낳았으며, 자본주의적 발전을 구조화하려 했던 이 국가는 민중의 생활수준을 일정 정도 향상시켰다. 1960년대의 민권운동으로 새로운 시민들이 투표권을 얻었으며 새로운 양보를 얻어내기도 했다. 이러한 사회운동은 복지국가의 지평을 벗어나게 되었고 급기야 복지국가를 위기로 몰아넣었다.

#### 신자유주의와 정치적 민주주의
오늘날 케인스주의가 위기에 처함에 따라, 신자유주의는 전통적인 공동체들을 파괴할 뿐만 아니라 과거 시장의 압력으로부터 사람들을 방어하는 투쟁의 승리로 얻어진 정부의 사회프로그램 마저 파괴하는 것을 합리화한다. 신자유주의는 삶의 모든 영역에 시장적 가치를 강조한다. 공공프로그램의 사적 영역으로의 신자유주의적 전환은 시장적 힘으로부터의 어떠한 보호조치도 제거하기 위해 안간힘을 써왔다. 권력이 입법부에서 행정부로 넘어감에 따라 삼권분립이 강화되어 과거와 같은 일방적인 입법부의 횡포가 줄었다는 평가가 있다. 여기에 대한 반론으로 아래로부터의 로비가 갖는 효력은 줄어들었다는 의견도 있다.

#### 신자유주의 정치에 대한 저항
이러한 모든 변화는 저항에 직면해 왔는데, 그러한 저항은 사회적으로 이익이 되는 프로그램을 보호하려는 노력처럼 단편적인 기반에서 이루어졌거나, 아니면 현재의 정치체제내에서는 거의 찾아 볼 수 없는 민주주의를 방어 하려는 노력과 같이 때때로 구조적으로 이루어지기도 했다. 이들 투쟁에서 얻어낸 성공사례는 우리가 종래에 알고있던 것보다 많았다. 신자유주의자들이 하고자 했던 것과 그들이 지금까지 할 수 있었던 것들을 비교해보면, 그들의 실패정도를 알 수 있다. 그러나 거의 대부분의 저항이 갖고 있는 문제점은 단지 일부 제한적 개혁만을 희망함으로써 체제의 구조 그 자체는 그대로 수용한다는 데 있다. 신자유주의에 저항하는 최선의 방법은 신자유주의의 비민주적 구조 외부에 있으며, 그러한 구조에 반해서 저항하는데 있다.

## 경제적 측면
경제 대공황을 계기로 케인스의 유효 수요 이론이 경제학의 주류로 자리잡았으나 그 후 세계적인 스태그플레이션에 따라 케인스 학파의 이론의 타당성에 대하여 반기를 든 시카고 학파 (Chicago School of Economics)가 생성되었다. 시카고 학파는 "통화주의자"라고도 불리며 이 이론은 신자유주의에 바탕을 둔 레이거노믹스의 근간이 된다.
신자유주의는 예전의 자유주의와 같이 경제적인 자유를 추구한다. 즉, 자유 시장, 규제의 완화, 재산권 등을 중시한다. 신자유주의는 정치적 방법들을 통해 타국의 시장을 여는 것을 선호한다. 신자유주의자들은 시장의 개방을 자유 무역과 국제적 분업 (Division of Labour)으로 지칭한다. 또한 세계무역기구 (WTO), 세계은행 (특히 IBRD; 국제부흥개발은행), 아시아 개발은행 (ADB; Asian Development Bank)을 통한 다자간 압력의 시장 개방 역시 선호한다. 하지만 예전의 자유주의(고전적 자유주의)와 신자유주의 사이에는 분명한 차이점이 있다. 예전의 자유주의 경우는 이론상 자유방임주의를 표방한다. 자유주의는 자유시장이 다양한 인적, 물적 자본의 자유로운 흐름을 억제하려는 국가의 능력을 제한하는 것이 자유로운 사회를 형성한다고 주장한다. 신자유주의도 시장에 대한 국가의 제한이라는 자유방임주의를 인정하지만 그 접근이 다르다. 신자유주의의 경우 시장은 경쟁을 기초로 하지만, 문제가 있을 때 자체수정이 가능하고 자원을 효율적으로 분배할 수 있으며, 공적 이익에 부합한다고 전제한다. 예전의 자유주의와는 다른 시장의 자생적 질서를 인정했다고 볼 수 있다. 다시 말해, 신자유주의는 물질주의적인 탐욕과 단순한 자유주의 이론이 아니라 무질서한 시장에 도덕성을 부여하고, 윤리성을 지니는 이론이다.

## 철학적 측면
신자유주의는 허버트 스펜서의 "사회 진화론 (Social Darwinism)", 즉 적자 생존설로 우수한 자들이 살아남아 인류는 계속 사회적으로 진화 발전한다는 생각을 바탕에 깔고 있다.

## 긍정적 입장
시카고 학파와 빈 학파를 비롯한 자유시장경제주의자들은 신자유주의가 큰 파이를 키웠다는 점에서 공을 인정해야 한다고 주장한다. 정부의 역할을 최소화하고 시장 최대의 자유를 줄 때 파이가 커진다는 생각이다. 즉, 시장의 원리를 중시하는 생각이다.
그들은 신자유주의가 지난 20 ~ 30년 동안 세계의 파이를 엄청나게 키웠다고 주장한다. 그중 그들이 신자유주의의 구체적인 업적으로는 한 마디로 세계화이라고 주장한다. 신자유주의가 자유를 세계 전체로 확대시킴으로써 세계는 더 가까워지고, 더 하나가 되었고, 무엇보다 더 자유로워졌고, 이것이 파이를 엄청나게 키웠다는 것이다. 가장 큰 이유는 경쟁을 격화시켰기 때문이다. 기업들은 신자유주의 이전까지는 대체로 자국 내 몇몇 기업들과 경쟁하면서 만족하며 생존할 수 있었다. 하지만 신자유주의 이후 기업들은 해외에서는 물론 나라안에서도 세계적 기업들과 경쟁해야 되는 상황을 맞게 되면서 경쟁의 강도는 상상할 수 없을 정도로 세졌다. 그러나 그 보다 더 중요한 혜택은 낮아진 값 덕분에 인플레이션이 잡히게 되었다는 점이다. 인플레이션이 잡히니 이자율이 저절로 낮아졌다. 즉 돈의 값이 싸진 것이다. 돈 값이 싸진다는 것은 기업들이 투자하기가 그만큼 쉬워졌다는 것이고 월부 인생인 선진국의 소비자들은 월 납입액이 줄어 들면서 더 많은 물건을 살 수 있게 되었다는 것을 의미한다. 바로 투자와 소비가 같이 늘어났고 이러한 이유를 들어 우파 경제학자들은 선순환이 전 세계의 파이를 키워 주었다고 주장한다. 이렇게 신자유주의와 세계화가 파이를 키우는 것을 본 세계의 많은 나라의 지도자들은 신자유주의를 신봉한다.
신자유주의 옹호자들은 신자유주의가 이데올로기의 편견에서 벗어나야만 한다고 주장하는데, 세계가 지금은 신자유주의 정책을 추진하면서 정부 주도의 경제 개발을 지향해 온 대한민국과 아시아 국가들이 현재는 민간 주도의 경제로 전환하고 있고, 이와 같이 자유무역이나 규제 완화는 경험에서 얻는 교훈대로 신자유주의를 실행해야 한다는 것이다. 우파 경제학자들은 세계 각국이 사회주의의 몰락으로 인해 시장의 손에 맡기는 것이 바람직하다는 공감대가 형성되었다는 주장한다.

## 비판
미국에서는 지나친 시장주의와 규제 완화로 인해 갖가지 부작용이 나오자 이에 대한 비판이 크게 제기되고 있다. 예일대 경제학과 로버트 실러 교수는 "자본주의 경제는 규제가 없으면 제대로 작동하지 못하며, 우리에게는 착한 행동을 강요할 누군가가 필요하다. 왜냐하면 모두가 선의를 갖고 있는 게 아니며 모두가 관대하고 공익 정신을 갖고 있는 건 아니기 때문이다. 따라서 우리에게는 사람들이 할 수 있는 행동을 제한할 규칙이 있어야 한다."라고 말한다.
딘 베이커 CEPR(공공정책연구소) 소장은 "우리는 물론 파이를 원한다. 하지만 파이가 제 기능을 발휘하기 위해서는 규제가 필요하다. 미국은 그동안 이러한 규제를 완화하는 데 너무 지나쳤다. 파이가 스스로 문제를 해결할 것이란 생각은 지나치게 순진한 것이었다."라고 비판한다.

### 민주주의 훼손
민주주의 원리는 보편적 자유권보다 평등권을 중시한다. 따라서, 현실에서는 실질적으로 제약이 많지만, 절대적 평등을 형식적으로 보장하며, 상대적 평등으로 하여금, 평등권의 실현을 점진적으로 꾀한다. 또한, 민주주의 발전이라는 목표로 볼 때, 단순히 대중 계층의 정치 지배를 의미하는 것에서, 경제적 수단인 생산수단과 경제권을 일반 노동계층(또는 대중계층)이 폭넓게 소유하고 접근할 수 있게 하는 경제 평등, 이른바 경제민주주의도 실현해야 한다는 것을 명시한다.
하지만, 신자유주의는 경제적 합리주의를 맹신하는 결과로, 경제 엘리트주의를 중시하며, 결과로서의 불평등, 심지어 기회의 불평등도 사회 진화론에 따라 정당화했다. 또한, 약육강식의 논리를 옹호하는 경향이 있기 때문에 서민의 삶을 파괴하고 민주주의를 훼손한다는 비판이 대두되고 있다. 실제로 신자유주의자들이 시행한 정책들은 양극화를 심화시키는 결과를 보여주고 있다. 대표적으로 레이거노믹스 시행 10년 후 발표된 미 통계청 자료는 미국의 지니계수가 심각하게 악화되었음을 보여준다.
특히 부동산 시장에 대한 지나친 규제 완화와 이로 인한 서브프라임 모기지 사태의 발생을 계기로 신자유주의에 대해 비판하는 목소리가 커졌다. 특히 모기지 사태 당시 신자유주의적 논리를 주장하던 사람들이 구제금융을 받은 것도 모자라 그 구제금융으로 보너스 파티를 벌인 사실이 드러나자 더더욱 신자유주의에 대한 불신이 높아졌다.

### 패권적 자유 무역
무역자유화에도 불구하고 개발도상국의 형편은 전혀 나아지지 않았다. 예)멕시코는 자유화 전 3.1%성장에서 후에 0.3%성장, 코트디부아르는 관세축소 후 직물, 화학, 자동차산업이 무너지고 실업률이 높아졌다. 동시에 개발도상국은 관세로 인한 세입을 줄여 교육, 의료, 사회간접자본필수 분야에 지출이 줄어들어 경제성장에 악영향을 미친다.
부자국가들은 개발도상국에 자유무역을 권장하면서 자신들이 모두 완전한 자유무역은 아니더라도 그에 가까운 무역을 하고 있다고 강조한다. 그러나 이것은 6살 먹은 아이 부모에게 성공한 어른은 부모에 의지하지 않으며 자립했기 때문에 성공한 것이라는 논리를 들며 일자리로 보내라는 충고와 같다. 실제로 성공한 어른들은 성공했기 때문에 자립한 것이지 자립했기 때문에 성공한 것은 아니다. 즉, 부자나라들은 자국생산자들이 준비를 갖추었을 때에만 그것도 점진적으로 무역을 자유화했다. 역사를 보면 무역 자유화는 경제발전의 원인이 아니라 결과이다.
또한 부자나라들은 자국 형편에 맞는 분야에만 경쟁을 평평하게 만든다. 국내보조금이 대부분 금지되어있지만, 농업, 기초개발, 지역균형에 관련된 산업의 보조금은 허용하고 있다. 미국은 25000명의 땅콩농장에 40억달러의 보조금을 사용하지만 개발도상국은 그림의 떡이다. 겉보기는 중립적이지만 이중적이다.
개발 도상국이 무역을 통해 발전을 하려 한다면 부자나라들은 1950~1970년에 했던 비대칭적인 보호주의를 용인하고 자국에 대한 보호의 수준을 개발도상국들보다 훨씬 낮출 필요가 있다는 것을 인정해야 한다. 개발도상국 유치산업을 장려하기 위해 필요한 도구인 보호관세, 보조금, 외국인 투자규제 등을 자유롭게 사용해야 한다.

### 가짜 만병통치약
케인스경제학에 따르면 경기가 하강할 때 일반적으로 지출을 늘리고 세금을 줄여 경기를 부양한다. 그런데 자유주의 경제학을 지향하는 IMF는 1990년대 말 대한민국에서 심각한 경기하강 징후가 뚜렷이 드러났을 때 긴축 정책을 요구했다. 아르헨티나, 태국, 인도네시아에도 IMF는 같은 정책을 처방했다. IMF와 세계은행이 20년 넘게 전 세계에 강요해 온 워싱턴 합의는 대체로 낮은 인플레이션,긴축 재정, 민영화, 자유화를 강조한다. 이에 2000년대 후반 IPD(정책대화구상)이 생겨났다. 대한민국은 가장 빠르게 IMF를 탈출한 나라로 꼽히는데, 여기에는 긴축 재정의 효과도 없지 않다는 의견이 있다.
자본시장의 자유화가 개발도상국 경제를 불안정하게 만든다는 견해가 있다. 단기성 자본 흐름을 자유화하면 주식시장과 부동산시장에 돈이 흘러들어가 거품이 만들어지고 이 거품이 붕괴되면서 개발도상국의 경제가 불안정해진다는 것이다. 그 의견에 따르면 "자본시장이 개방되어 있을 때 정부가 금리를 내리거나 재정적자를 늘려 경기를 부양하려 들면 들어왔던 단기 자본이 유출되면서 경제가 더 어려워진다. 자본시장이 발달돼 있지 않은 개발도상국은 단기 자본 흐름의 충격으로 변동성이 증폭되기 쉽다. 이는 동아시아 위기 때 증명됐다. 자본시장을 개방한 한국, 태국, 인도네시아 등은 고통을 겪은 반면 통제 국가인 중국, 인도,대만은 위기를 피했다. 또 재빨리 자본 통제를 실시한 말레아시아 경제는 신속하게 회복됐다."는 것이다.
즉 거시경제 정책을 수립할 때 물가 안정과 장기 성장, 발전, 분배를 동시에 고민하고 재정정책과 통화정책 뿐만 아니라 조세 구조와 규제 정책을 비롯한 미시경제적 개입을 동원해야 한다.
1990년대 초반 세계화의 바람이 분 이후 미국은 축적한 외화 자본과 외국에 존재하는 고정 자본에 힘입어 약 10년 간 경제적 호황을 누렸다. 도중에 1997년, IT 대규모 투자채가 파산을 맞음으로 휘청거리긴 했지만, 실제 주식 가치와, 표면상의 주식 가격의 괴리가 생기는 버블 경제의 형태를 유지함으로 성장세를 이어온 것이다. 이러한 버블 유발은 저소득층의 저당주택담보대출 행렬을 불러왔다. 하지만, 주식 공급자가 늘자 수요량은 상대적으로 낮아지기 시작했고, 투자금, 그리고 채무자가 상환하는 금리에 비해서 매우 낮은 가격의 부동산 가격을 보이게 된다. 이러한 상황에서 저당주택담보대출을 받은 대다수의 저소득층 채무자들은 디폴트를 선언, 부동산을 싼값에 팔기 시작했고, 실제 가치에 비해 부풀어난 가격을 믿고 투자한 수많은 은행가 투자 세력은 막대한 피해를 입게 되었다. 이로써 나타난 사건이 2008년에 일어난 리먼 브라더스 파산 사건이다. 신자유주의자들은 이러한 사태가 부시 행정부의 통화 정책 무능 때문일 뿐, 신자유주의의 탓이 아니라고 반론했다. 하지만 이는 스스로 신자유주의 경제 정책이 불러왔던 정책을 망각하는 발언이라는 평가가 이어졌다. 왜나하면 신자유주의는 시카고 학파에서 제일 많이 발전된 경제 이론인데, 이 학파의 대표적인 저서인 밀턴 프리드먼의 《화폐 및 금융경제론》에 따르면, 자유시장경제 체제 하에선 민간 위주의 자본 위탁매매 및 채권-채무로 더 빠른 자본 회전을 가능케 만들어야 한다고 주장하는 동시에, 그러한 것을 실현할 수 있는 방법으로 통화주의적 경제 운용과 주주자본주의 모델을 제안했다. 주주자본주의 모델은 자연스럽게 경제 조정에서 통화주의를 불러왔고, 통화주의는 정부의 경제 정책 상당수를 재정 정책보단 통화 정책에 포커스를 맞추는 현상을 불러왔다. 그리고 이러한 정책은 70년대 후반부터 시작하여, 오늘날 미국이 제조업이 약화되고 외부로는 금융 차입, 내부로는 금융 상품 거래로 경제를 연명하는 체제로 변하게 만든 결정적 원인이 된 것이다. 이러한 점에서 미국 경제를 금융 산업 그리고 통화주의 만능론에 의존된 체제를 만든 것은 신자유주의 정책이라는 평이 강하다.

## 대표적인 예
- 대처주의(Thatcherism)
- 레이거노믹스(Reaganomics)
- 공급 중시 경제학
- 트리클다운 경제(trickle-down economics)
- 트리클다운 효과(trickle-down effect)
- 트리클업 효과(영어판)
- 토머스 프리드먼 - 신자유주의 전도사를 자처하는 대표적인 칼럼니스트겸 저술가
  - 렉서스와 올리브나무(The Lexus and the Olive Tree) & 갈등 예방의 황금아치 이론(Golden Arches Theory of Conflict Prevention)
  - 세계는 평평하다(The World Is Flat) & 갈등 예방의 델 이론(Dell Theory of Conflict Prevention)

## 같이 보기
- 승자독식시장(WTA market)
- 정치적 올바름(PC)
- 경쟁 만능주의
- 경제적 세계화
- 우익 정치
- 국제관계론
  - 신자유주의 (국제관계)(영어판)
- 자유주의(시장자유주의)
- 고용없는 성장
- 고용감소 성장
- 노동 빈곤층(워킹푸어)
- 삼성경제연구소(SERI) - 대한민국의 대표적인 신자유주의 경제 및 급진적 다문화주의 옹호기관
- 한국기업연합회(FKI, 전국경제인연합회, 전경련)
- 다문화주의
  - 다문화주의의 비판(영어판)
- 반세계화 운동
- 맥월드(McWorld) & 맥잡(McJob)
- 판카즈 게마와트(en:Pankaj Ghemawat) & 월드 3.0(World 3.0: Global Prosperity and How to Achieve it)
  - 실제로 세계는 평평하지 않다(Actually, the world isn't flat)
- 신보수주의
- 사회 양극화(격차 사회)
- 비정규직
- 88만 원 세대
- 승자독식시장 (Winner takes it all)
- 시장 경제
- 낙수 효과
- 루트비히 폰 미제스
- 수저계급론(숟가락계급론)